# Луцій Кальпурній Пізон Цезонін (квестор)
Лу́цій Кальпу́рній Пізо́н Цезоні́н (*Lucius Calpurnius Piso Caesoninus, 130 до н. е. —після 90 до н. е.) — політичний діяч Римської республіки.

## Життєпис
Походив з впливового плебейського роду Кальпурніїв. Син Луція Кальпурнія Пізона Цезоніна, консула 112 року до н. е.
У 100 році до н. е. обіймав посаду квестора. на цій посаді карбував монети для державних закупівель зерна. У 90 році до н. е. посаді претора керував виробництвом зброї для Союзницької війни. Вніс законопроєкти про створення двох нових триб і про нагородження легіонерів за хоробрість римським громадянством. Про подальшу долю немає відомостей.

## Родина
Дружина — Кальвенція
Діти:
- Луцій Кальпурній Пізон Цезонін, консул 58 року до н. е.